# 孫成敖
孫成敖（1943年—），中國西班牙語葡萄牙語文學研究者，北京外國語大學外國文學研究所研究員（正高級職稱），中國共產黨員。
北京外國語學院（現在北京外國語大學）西班牙語葡萄牙語專業畢业（1966年），留校任教。
1982年獲派留學巴西。
他編寫了北京大學出版社版《拉丁美洲文學史》（西語文學章節是趙德明、趙振江、段若川編寫）、《插圖本拉美文學史》（西語文學章節是李德恩編寫）和百花文藝出版社版《拉丁美洲小說史》（西語小說章節是朱景冬編寫）的巴西文學章節。
譯有巴西若熱·亞馬多、保羅·科埃略等葡萄牙語作家作品多種。
他參加了《中國大百科全書·外国文学卷》西班牙、葡萄牙、拉丁美洲文學條目的編寫工作。

## 著作
- 《巴西文学》

## 翻译作品
若热·亚马多作品
- 《弗洛尔和她的两个丈夫》
- 《加布里埃拉》
- 《大埋伏》
- 《我是写人民的小说家》

保罗·科埃略作品
- 《韦罗妮卡决定去死》
- 《炼金术士》

其他
- 《会变魔术的小男孩》
- 《葡萄牙当代短篇小说选》
- 《金卡斯·博尔巴》